# Коншал
Коншал (порт. Conchal)  —  муниципалитет в Бразилии, входит в штат Сан-Паулу. Составная часть мезорегиона Пирасикаба. Входит в экономико-статистический  микрорегион Лимейра. Население составляет 25 192 человека на 2006 год. Занимает площадь 183,826 км². Плотность населения — 137,0 чел./км².
Праздник города —  9 апреля.

## История
Город основан 9 апреля 1949 года. 

## Статистика
- Валовой внутренний продукт на 2003 составляет 390.752.538,00 реалов (данные: Бразильский институт географии и статистики).
- Валовой внутренний продукт на душу населения на 2003 составляет 16.255,62 реалов (данные: Бразильский институт географии и статистики).
- Индекс развития человеческого потенциала на 2000 составляет 0,770 (данные: Программа развития ООН).